# أرقطيون نيوماني
أرقطيون نيوماني (الاسم العلمي: Arctium neumani) هي نوع نباتي يتبع جنس الأرقطيون من فصيلة النجمية.